# Ittenheim
Ittenheim es una localidad y comuna francesa, situada en el departamento de Bajo Rin en la región de Alsace.
Se encuentra a 10 km al oeste de Estrasburgo. Fue el lugar de alojamiento para Napoleón I durante su visita a la capital alsaciana en 1805.
| 863 | 911 | 1060 | 1230 | 1594 | 1904 |
| Para los censos de 1962 a 1999 la población legal corresponde a la población sin duplicidades (Fuente: INSEE [Consultar]) |     |      |      |      |      |